# 1528

## Починали
- 6 април – Албрехт Дюрер, германски художник